# Noir Film Festival
Noir Film Festival je přehlídka noirových filmů, která se od roku 2013 koná v České republice. Je tohoto druhu jediným festivalem ve střední a východní Evropě. Probíhá mimo velká města – první ročník se uskutečnil na hradě Kokořín (Kokořínský Důl - Kokořín, okres Mělník), od druhého ročníku se místo jeho konání přesunulo na hrad Křivoklát (městys Křivoklát, okres Rakovník), kde festival setrval do osmého ročníku. Od devátého ročníku se koná na hradě Český Šternberk.
K rozhodnutí situovat festival mimo prostředí velkého města inspirovali zakladatele a koordinátora organizačního týmu Víta Grigartzika sami noiroví hrdinové: byť je film noir primárně spojován s urbanistickou džunglí, i jeho protagonisté z ní utíkali na venkov a hledali útočiště v panenské přírodě.

## O festivalu
Myšlenka na vytvoření festivalu, který by se věnoval ryze filmu noir, vznikla v rámci projekcí v Era ART klubu, kde běželo začátkem roku 2013 pásmo noirových filmů. Organizátor večerů Vít Grigartzik se rozhodl uspořádat festival, který by svou atmosférou odpovídal charakteru filmů, a zvolil proto kulisy hradu mimo velkoměsto. Oslovil dramaturgy Janu Bébarovou a Milana Haina, kteří stojí za jediným českým blogem, který se tomuto fenoménu věnuje (Film Noir Blog). V šibeničním čase několika měsíců stihli připravit ucelený koncept festivalu, jehož zahájení proběhlo 21. srpna 2013 na hradě Kokořín.
Charakteristické animované znělky Noir Film Festivalu, odhalující tajemství ženských očí - logotypu festivalu, vytvářel do roku 2018 pro festival režisér Pavel Soukup. Od roku 2019 znělku vytváří výtvarnice Marie Urbánková a animátor Matouš Vyhnánek.

## 2024
Dvanáctý ročník se konal 22.–25. srpna 2024 na hradě Český Šternberk. Program nabídl Pouštní noir, Retrospektivu režiséra Phila Karlsona, sekce To je vražda, napsala přinesla snímky podle předloh ženských autorek, Tech-noir mj. nabídl dvě verze kultovního snímku Ridleyho Scotta Blade Runner. Tradiční Pocty byly věnovány herečce Kim Novak a herci Edwardu G. Robinsonovi. Festival nabídl také pohled filmy do různé míry spjaté s filmem noir, natočené v Polsku a Československu. 

## 2023
Jedenáctý ročník se uskutečnil 24.–27. srpna 2023 na hradě Český Šternberk, kde diváci a divačky mohli zhlédnout kromě novinářských noirů a děl Čechů v Hollywoodu také snímky z Argentiny či retrospektivu blízké spolupracovnice Alfreda Hitchcocka, scenáristky a producentky Joan Harrison. Festival nabídl rovněž filmy s Batmanem jako temným rytířem noirového univerza. Tradičně se odehrály také Ozvěny Noir Film Festivalu, jež proběhly v pražském kině Lucerna a na dalších místech ČR.

## 2022
Jubilejní desátý ročník se opět odehrál na hradě Český Šternberk. Den před začátkem festivalu se uskutečnila projekce filmu Objížďka Edgara G. Ulmera na hradě Kokořín, tedy místě konání historicky 1. ročníku festivalu. Tomuto režisérovi byla věnována jedna z programových sekcí, jež měli možnost diváci a divačky 17.–21. srpna 2022 zhlédnout. Další program zahrnoval sekce: Na černé listině, To nejlepší z prvního ročníku, Temné vize Davida Finchera, Španělský noir, Československý noir a další. Pocty byla vzdány hereckým legendám Ritě Hayworth a Robertu Taylorovi.

## 2021
Devátý ročník se konal 18.–22. srpna 2021, poprvé na hradě Český Šternberk. Kromě nového místa konání také poprvé nabídl program rozložený do pěti festivalových dnů. Jednou z programových sekcí byl Noir bez předsudků, jež reflektoval otázky rasové a etnické nesnášenlivosti. Přinesl například snímek scenáristy a režiséra, držitele několika Oscarů, Josepha L. Mankiewicze Není cesty ven (No Way Out, 1950). Festival dále představil filmy reflektující traumata válečných veteránů, tvorbu bratří Coenů, retrospektivu režírující herečky Idy Lupino, bollywoodské a československé noiry a pocty hereckým osobnostem Bette Davis, Victoru Matureovi a Haně Maciuchové.

## 2020
Osmý ročník se uskutečnil 20.–23. srpna 2020. Přinesl programové sekce Milenci na útěku, Malování světlem: Anthony Mann a John Alton, Zločin podle Patricie Highsmith, Podivné světy Davida Lynche, Italský noir a Československý noir a snímky ve Zvláštním uvedení. Festival složil poctu herečce Claire Trevor, jež se proslavila mj. jako zákeřná femme fatale Dicka Powella coby Phila Marlowa ve slavné chandlerovské adaptaci Sbohem buď, lásko má (Murder, My Sweet, 1944), a herci Burtu Lancesterovi, kterého připomněl projekcí novinářského noiru Sladká vůně úspěchu (Sweet Smell of Succes, 1957). Doprovodný program nabídl koncerty a čtení z románu Cizinci ve vlaku.

## 2019
Sedmý ročník se konal 22.–28. srpna 2019. Programovými sekcemi byly Lupičský noir, Retrospektiva Fritze Langa, Cornell Woolrich, Proto-noir, Japonský noir, Československý noir a Pocta Veronice Lake. Uvedeno bylo 38 filmů, pokřtěna byla Blu-ray edice Hitchockovy Rebeccy a Janu Hřebejkovi byla předána výroční cena Noirové oko. Hosty festivalu byli režisér Theodor Kuhn, jenž uvedl svůj film Ostrým nožom, z Austrálie přiletěl režisér Scott Lewis, jenž diskutoval s diváky o svém filmu Případ uneseného slavíka (The Case of the Shanghaied Songbird), a v neposlední řadě producent a režisér Václav Marhoul divákům přiblížil složitou produkční historii a natáčení svého Nabarveného ptáčete. Došlo i na doprovodný dvojkoncert Beaty Hlavenkové a Doroty Barové.

### Programové sekce 2019

#### Proto-noir
Jedna z programových částí prozkoumala inspirační vlivy filmu noir a pokusila se o rozkrytí jeho návaznost na vývoj v hrané i non-fikční kinematografii, literatuře, rozhlasu, fotografii nebo žurnalismu. V sekci nazvané proto-noir byly k vidění snímky, které podle dramaturgů festivalu Milana Haina a Jany Bébarové sehrály podstatnou úlohu při formování filmu noir: německé filmy Ulice (1923) a Modrý anděl (1930), pro nějž Josef von Sternberg objevil svou hereckou múzu Marlene Dietrich, dále jedna z nejznámějších klasických amerických gangsterek 30. let Zjizvená tvář (1932) a slavné francouzské drama z éry poetického realismu Den začíná (1939) s Jeanem Gabinem v hlavní roli.

#### Japonský noir
Podruhé za svou existenci se Noir Film Festival vydal za hranice Evropy. Po Mexiku (NFF 2017) nabídl výběr snímků vzniklých v Zemi vycházejícího slunce. Již v období 30. let klasikové japonské kinematografie jako Kendži Mizoguči nebo Jasudžiró Ozu natáčeli díla s kriminálními zápletkami nebo s motivem padlých žen, která se vyznačovala temnou vizuální stylizací. Teprve po druhé světové válce však lze mluvit o ustanovení specifické japonské noirové tradice, na níž se velkou měrou podepsali i tvůrci mladší generace, jako například neúnavný bořič konvencí Seidžun Suzuki. V programu NFF se objevily hned dva jeho filmy: Tokijský tulák (1966) a Cejch zabijáka (1967). Ty doplní japonský hitman noir Kolt místo klíče (1967) v režii Takašiho Nomury a pochmurné drama Já čekám (1957), které bylo režijním debutem Korejošiho Kurahary.

#### Cornell Woolrich
Cornell Woolrich (1903–1968) ve 40. a 50. letech 20. století platil za jednoho z nejprodávanějších autorů kriminálních příběhů. Dílo Woolriche, jenž většinu svého života prožil v New Yorku, kam situoval řadu svých děl, je protkáno atmosférou zoufalství a paranoie, jak ukáže čtveřice promítaných titulů. Při zahájení festivalu ve čtvrtek 22. 8. diváci zažili open-air projekci Přízračné dámy (1944), první z četných příspěvků režiséra Roberta Siodmaka noirovému cyklu a obecně první noir, jehož protagonistkou a hybatelkou děje byla žena. V sekci byla dále uvedena adaptace Černého anděla (1946) patřícího k Woolrichově vrcholné sérii tzv. černých románů, či pro přítomnost dětského protagonisty atypický noir Křik chlapce (1949). Nechybělo ani slavné Hitchcockovo Okno do dvora (1954) s hollywoodskými hvězdami Jamesem Stewartem a Grace Kelly ve zfilmované Woolrichově povídce „It Had to Be Murder“.

#### Československý noir
Plejádu amerických filmů 40. a 50. let, které tvoří jádro klasického filmu noir, na Křivoklátě každoročně doplňují snímky místní provenience, které vznikaly buď paralelně v téže době či o pár let později a jež vykazují noirové tendence. Výběr tehdejší československé kinematografie zastupovaly čtyři tituly: Noční host (1961), Polnočná omša (1962), Smrt si říká Engelchen (1963) a Dům ztracených duší (1967). Kromě toho, že všechny z nich byly natočeny v 60. letech, jsou adaptacemi literárních děl a můžeme je kategorizovat jako psychologická dramata, vykazují rovněž společný stěžejní motiv: znepokojivé události z období druhé světové války, které si postavy jednotlivých filmů nesou jako tíživé trauma minulosti tak, jak to u typických noirových charakterů obvykle bývá.

#### Lupičský noir
Jelikož motiv zločinu je stěžejním aspektem filmu noir, jednu z programových sekcí tvořily snímky tematizující loupež – její plánování, průběh a fatální důsledky. Ve výběru nechyběl ani jeden z klíčových titulů tzv. subžánru heist filmů, a to Zabíjení (The Killing, 1956), jež v rané fázi kariéry natočil Stanley Kubrick a které později inspirovalo Quentina Tarantina při realizaci jeho průlomového filmu Gauneři (Reservoir Dogs, 1992). Noir Film Festival každoročně zařazuje do programu výběrovou retrospektivu autorů, kteří se zásadním způsobem podíleli na utváření klasického filmu noir – v minulosti se jednalo o režiséry Billyho Wildera, Orsona Wellese, Otto Premingera, Alfreda Hitchcocka, Samuela Fullera či spisovatele Jamese Ellroye.

#### Retrospektiva: Fritz Lang
Sedmý ročník divákům nabídl filmové klenoty od Fritze Langa, který se během své dvacetileté americké kariéry profiloval jako mistr noirových snímků. Ve výběru se mj. objevila jeho filmová adaptace špionážního románu Grahama Greena Ministerstvo strachu (Ministry of Fear, 1944) a temná studie charakterů V osidlech noci (Clash by Night, 1952), s hvězdným obsazením Barbary Stanwyck, Roberta Ryana a Marilyn Monroe.

#### Pocty Alanu Laddovi a Veronice Lake
Neměnnou součástí festivalu byly rovněž speciální pocty hereckým ikonám filmu noir: v roce 2019 jimi bylo populární noirové duo Veronica Lake – Alan Ladd, kteří se na začátku 40. let společně objevili hned v několika výrazných titulech.

#### Ozvěny Noir Film Festivalu 2019
7. 11. se usktetčnila projekce Tarantinových Gaunerů (1992) na netradičním místě v trezoru bývalé Komerční banky v Paláci Kobližná, Hitchcockova Rebecca byla uvedena 27. 11. v brněnské Vile Löw-Beer. Návštěvníci pražského kina Lucerna zhlédli 29. 11. film Fritze Langa Šarlatová ulice (1945) a Tarantinovy Gaunery (1992). 30. 11. pak filmovou adaptaci jednoho z románů Cornela Woolriche Křik chlapce (1949) a první americký film Alfreda Hitchcocka Rebecca (1940).

## 2018
Šestý ročník se uskutečnil 23.–28. srpna 2018. V retrospektivní sekci festival představil tvorbu režiséra Samuela Fullera. Uvedl například Zátah na Jižní ulici nebo také pozdější Chodbu šoků a Nahý polibek. Hostem přehlídky byla i režisérova dcera Samantha Fuller, která zde uvedla svůj dokument Plný život Samuela Fullera.
Noir Film Festival zaměřil pozornost také na fenomén vězeňského noiru. V tematické sekci se promítala například Hrubá síla francouzského režiséra Julese Dassina nebo Vzpoura v bloku 11 režiséra Dona Siegela.
Sekce s názvem Psycho noir představí postavy duševně nevyrovnaných jedinců uchylujících se k brutálnímu násilí, které noirovému cyklu začaly dominovat v jeho pozdější fázi z konce 40. let. Půjde o filmy jako Polibek smrti nebo Zrozen k zabíjení.
Oblíbenému noirovému archetypu femme fatale se věnoval programový oddíl Nové osudové ženy, v němž došlo na debut sester Wachowských Past nebo také snímek Bílá orchidej, který byl na festivalu uveden v české premiéře.
Osudových žen se dotkne také seriálová část programu pořádaná ve spolupráci s televizí HBO. Diváci uvidí kompletní minisérii Mozaika režiséra Stevena Soderbergha a první dva díly minisérie HBO Ostré předměty s Amy Adams v hlavní roli.

#### Ozvěny Noir Film Festivalu 2018
Podzimní Ozvěny NFF 2018 se konaly v Praze (16. a 17. 11.), Zlíně (26. 11.), Brně (29. 11.) a Olomouci (6. 12.)

## 2017
Pátý ročník se uskutečnil 17.–20. srpna 2017. Program opět čítal na čtyři desítky projekcí situovaných v několika sálech hradu Křivoklát a na jeho nádvoří. Hlavní tematická sekce nesla název Vlaky ve filmu noir. Klíčovým bodem programu byly temné snímky, jejichž napětí vyvěrá ze stísněných prostor dopravního prostředku, v nichž jsou všichni zúčastnění de facto uvězněni. Tak jako násilnickým manželem utlačovaná Vicki, ztvárněná Glorií Grahamovou, která svádí dobráckého veterána Jeffa (Glenn Ford) ve filmu Human Desire (1954), který Fritz Lang v pozdní fázi své hollywoodské kariéry natočil podle románu Emila Zoly Člověk bestie.
Vedle tísnivého prostředí vlaků bylo jedním ze specifických míst, které festival divákům představí, exotické Mexiko. Takzvanou zlatou éru mexické kinematografie 40. a 50. let reprezentovaly dva snímky tamního mistra melodramatu Roberta Gavaldóna Ta druhá (La Otra, 1946) s Dolores del Rio v hlavní dvojroli povahově odlišných sester a Klečící bohyně (La diosa arrodillada, 1947) s femme fatale ztělesněnou kráskou Mariou Felix. Třetí film v této sekci, který pod názvem Dobrodružka (Aventurera, 1950) natočil Alberto Gout, sází na půvab Ninón Sevilly v roli padlé dívky z velkoměsta, jíž osud donutí uchýlit se k prostituci.
V sekci Noir na jih od El Pasa navíc festival uvedl výběr hollywoodských snímků téže doby situovaných do Mexika. Sem patří například Cesta bez návratu (Where Danger Lives, 1950) s hercem Robertem Mitchumem nebo dokumentárně stylizovaný Incident v pohraničí (Border Incident, 1949).
K vidění byly také vybrané filmy Alfreda Hitchcocka, které se ocitají na pomezí noiru, nebo snímky s legendárním noirovým hercem Humphreym Bogartem. Snímky Jiřího Krejčíka, Karla Kachyni nebo Jiřího Weisse reprezentovaly linii československého noiru. Festival zařadil i tematicky spřízněné seriály HBO, noirovou krimiserii Jedna noc a český seriál Pustina.

#### Ozvěny Noir Film Festivalu 2017
V Olomouci se Ozvěny NFF 2017 uskutečnily 8. 11. v klubu Pastiche Filmz, v Praze pak 9.–10. 11. v kině Lucerna.

## 2016
Čtvrtý ročník se konal ve dnech 18.–21. srpna 2016. Zaměřil se na německý noir, dalšími tematickými kategoriemi byly Freudovský noir, San Francisco noir a Noirový western, Československý TV noir. Retrospektiv se dočkali režisér Otto Preminger a spisovatel James Ellroy. Filmové pocty festival složil Olivii de Havilland a Kirku Douglasovi. V programu se navíc objevily tři filmy v rámci Speciálních projekcí HBO a další tři ve Zvláštním uvedení. Archivováno 25. 2. 2021 na Wayback Machine. Festival přinesl na čtyřicet projekcí, mezi lákadla patřily filmy Rozdvojená duše s Ingrid Bergman, Posedlá s Joan Crawford, Premingerův film Ve víru, Siodmakova Noc, ve které přišel ďábel či Královna Alžběta, němý francouzský film z roku 1912 doprovázený živou hudbou. Vzácným hostem NFF 2016 byl Eddie Muller, spisovatel, filmař a noirový historik, zakladatel Film Noir Foundation, který dorazil ze San Franciska, aby převzal výroční cenu Noirové oko a doprovodil seminářem sekci San Francisco noir. NFF 2916 nabídl i autorské čtení – Petra Soukupová a Jiří Walker Procházka přečetli své povídky z připravované sbírky Praha noir.

#### Ozvěny Noir Film Festivalu 2016
12. 10. se v pražském kině Dlabačov uskutečnily Ozvěny NFF 2016.

## 2015
Třetí ročník se konal ve dnech 20. až 23. srpna 2015. Promítalo se ve třech historických sálech, ve věži Huderka a na hradním nádvoří (tři večerní projekce). Program doplnily koncerty a divadelní představení Leni (Divadlo v Řeznické).

### Programové sekce 2015

#### Gotický noir
V polovině 40. let se velké oblibě těšily snímky kombinující prvky divadelního melodramatu, gotického románu a filmového hororu. Velmi často – ale ne nutně – byly zasazeny do minulosti a odehrávaly se ve skličujícím prostředí viktoriánských domů nebo opuštěných venkovských sídel, v nichž mladá, nezkušená žena byla vydána na milost staršímu muži s tajemnou minulostí a/nebo sklony k násilí a maniakálnímu chování. Vzorem pro tento typ snímků se stal Hitchcockův hollywoodský režijní debut Mrtvá a živá (Rebecca, 1940) natočený podle románu Daphne du Maurier v produkci Davida O. Selznicka. Do sekce gotického noiru byly zařazeny také tři pozdější filmy v čele se slavnými Plynovými lampami George Cukora. Uveden byl rovněž pohádkově laděný noirový horor Noc lovce v hlavní roli s Robertem Mitchumem.
Filmy: Plynové lampy (USA, 1944), Jmenuji se Julia Ross (USA, 1945), Náměstí kocoviny (USA, 1945), Noc lovce (USA, 1955)

#### Remaky
Film noir byl vždy atraktivní jak pro diváky, tak samotné filmaře, kteří se k jeho kinematografii a archetypálním konstantám již desítky let s oblibou vracejí a po svém je revidují. O popularitě tohoto fenoménu svědčí množství titulů, jež vznikly jako variace více či méně známých noirových snímků. Do programu byly zařazeny tři filmové dvojice, které reprezentují zmiňované tendence. Zatímco vybrané původní filmy noir klasické éry (Křížem krážem, Velké hodiny a Noc a město) zastupují období přelomu 40. a 50. let, kdy byl noirový cyklus ve své nejsilnější fázi, jejich „předělávky“ (Skryté zlo, Bez východiska a Noc a město) se datují do konce 80. až poloviny 90. let,kdy se velké oblibě těšily neo-noiry. Právě jejich srovnáním si diváci mohou udělat jasnou představu, jakým vývojem film noir a konvence s ním spjaté postupem času prošly.
Filmy: Křížem krážem (USA, 1949), Skryté zlo (USA, 1995), Velké hodiny (USA, 1948), Bez východiska (USA, 1987), Noc a město (GBR, 1950), Noc a město (USA, 1992)

#### RetrospektivaOrsona Wellese
Sté výročí narození hollywoodského „zázračného dítěte“ Orsona Wellese (1915–1985) bylo připomenuto čtyřmi snímky, které jasně dokládají, jak klíčovou roli tento tvůrce ve vývoji noirového cyklu sehrál. Ačkoliv výběr dramaturgů začíná filmem Cizinec z roku 1946, nelze se nezmínit o snímku pět let starším, notoricky známém Občanu Kaneovi (Citizen Kane). Projekt, k němuž Welles dostal bianco šek od společnosti RKO, významně ovlivnil utvářející se noirový styl založený na ostrých konturách, expresionistickém svícení, klaustrofobické mizanscéně a nelineárně uspořádaném vyprávění. Spolu s Cizincem wellesovskou retrospektivu dále tvoří Dáma ze Šanghaje (1947), výsledek bouřlivé spolupráce Wellese a producenta Harryho Cohna, Dotek zla (1958), často označovaný za epitaf klasického filmu noir, a adaptace románu Franze Kafky Proces (1962).
Filmy: Cizinec (USA, 1946), Dáma ze Šanghaje (USA, 1947), Dotek zla (USA, 1958), Proces (FRA/FRG/ITA, 1962)

## 2014
Druhý ročník akce, již pod názvem Noir Film Festival, se z Kokořína přestěhoval na královský hrad Křivoklát a nabídl během čtyř srpnových dní (21. – 24. 8. 2014) na čtyři desítky filmových projekcí, tedy téměř dvakrát více než ročník předchozí. V návaznosti na předchozí byly i tento rok rozděleny filmy do celků; mimo jiné tematická sekce boxerský noir či miniretrospektiva Billyho Wildera, jehož Pojistka smrti úspěšně zahajovala první ročník festivalu. Různé podoby noiru byly demonstrovány na sekcích věnovaných docu-noiru a animovanému noiru. Zahraniční přesahy reprezentoval britský a československý/český noir. Do programu byly zahrnuty i speciální projekce mediálního partnera HBO (seriál Temný případ). Nechyběly ani pocty hereckým legendám klasického Hollywoodu, tentokrát Barbaře Stanwyck a Glennu Fordovi.
I tento rok bylo nutné vyřešit problém s umístěním plátna na hradním nádvoří. Hradní správa vyšla pořadatelům vstříc, a proto mohla složitá konstrukce zůstat po celý průběh festivalu na místě.
Ke zhlédnutí byla i výstava Hugo Haas v USA 40–62, jež přibližuje osudy tohoto herce, režiséra, producenta a scenáristy v jeho americké emigraci ve 40. a 50. letech minulého století. Tímto dosud nepříliš probádaným obdobím jeho života se již několik let intenzivně zabývá jeden z dramaturgů festivalu Milan Hain, z jehož osobní sbírky většina vystavovaného materiálu pochází. Haasovi byla věnována i jedna speciální projekce - promítal se film Přiznání jedné dívky (One Girl's Confession, 1953), který režíroval i si v něm sám zahrál.
Poprvé se také udílela cena "Noirové oko" za aktuální pohled na film noir. Cenu vyrobila Radka Beránková a jejím prvním majitelem se stal režisér David Ondříček za film Ve stínu.
Pro tuto příležitost vznikla i limitovaná sada vín od firmy Vinné sklepy Valtice, a.s., a to Pinot noir a Pinot blanc.

### Programové sekce 2014

#### Boxerský noir
Boxerský svět je v noirovém cyklu vykreslen jako soutěživý trh, ve kterém vládnou peníze, panuje pokrytectví a lidské hodnoty jsou degradovány. Vybrané snímky všechny tyto aspekty reprezentují.
Filmy: 99 River Street, Tělem a duší, Tím hůř, když padnou (poslední role Humphreyho Bogarta), Polibek vraha (režie Stanley Kubrick)

#### Docu-noir
V cyklu docu-noirů se ve větší míře uplatňují postupy typické pro dokumenty - natáčení v reálných exteriérech, práce s méně známými herci či dokonce neherci, zapojení nezaujatého vypravěče nebo využití estetiky zpravodajských deníků, z jejichž titulků čerpají inspiraci na námět. Častými tématy jsou politická korupce, organizovaný zločin, špionáž...
Filmy: Panika v ulicích (zahájení), Volejte North Side 777, Dům na 92. ulici

#### Britský noir
Sekce britského noiru dokazuje, že tento fenomén nebyl čistě americkou záležitostí, ale že nalezl pokračovatele i mimo Spojené státy. Dle historika Spencera Selbyho se právě ve Velké Británii natočilo po USA nejvíce noirových snímků - napočítal jich téměř 350.
Filmy: Kvůli nim jsem uprchl, Brightonský špalek, Třetí muž

#### Animovaný noir
Tato sekce ukazuje zajímavé srovnání toho, jak odlišně vypadá animované ztvárnění živé herecké akce v jednotlivých filmech.
Filmy: Alois Nebel, Renesance, Sin City - město hříchu

#### Billy Wilder
Billy Wilder je spjat spíše s komediemi, nicméně za svou kariéru natočil i čtyři filmy, které by se mezi noirové daly zařadit. Všechny pak v rámci žánru představují mistrovská a cenami ověnčená díla.
Filmy: Ztracený víkend, Eso v rukávu, Sunset Blvd.

#### Československý/český noir
Sekce opět nabízí různorodé snímky, ve kterých lze spatřit noirové prvky.
Filmy: Krakatit, Ve stínu, Po stopách krve

#### Speciální projekce
- pocta Hugo Haasovi (Přiznání jedné dívky)
- pocta Glennu Fordovi (Velký zátah)
- pocta Barbaře Stanwyck, zakončení (Promiňte, omyl)
- speciální projekce HBO (Hořící keř, Temný případ)
- půlnoční amatérský noir (Případ pro Jáchyma Semiše, Bezejmenné)

## 2013
První ročník se pod názvem Noir Film Kokořín uskutečnil od 21. do 25. srpna 2013. Během pěti festivalových dnů se uskutečnilo na třech promítacích místech celkem 23 projekcí 19 filmů. Drtivou většinu tvořily americké snímky z období klasického noirového cyklu let 1941–1958 (rozdělených do tematických celků), přičemž tento výběr doplnila sekce českých „noirů“.
Zajištění projekcí na hradním nádvoří nebylo jen tak - musel se vyrobit speciální rám, na který se plátno napjalo. Vše bylo nutné smontovat v krátké proluce mezi uzavřením hradu pro veřejnost a zahájením projekce. Samotná konstrukce totiž nesměla kazit návštěvníkům dojem z hradu.

### Programové sekce 2013

#### Hard-boiled noir
Díla tzv. hard-boiled školy znamenala radikální rozkol s tradicí klasické detektivky, která byla založena na deduktivním procesu výjimečně nadaného vyšetřovatele sherlockovského typu. V hard-boiled románech lidé páchají zločiny nikoliv proto, aby měli detektivové co vyšetřovat, ale proto, že k tomu mají nějaký naléhavý důvod.
Promítané filmy: inspirované detektivními romány Dashiella Hammetta (Maltézský sokol,Skleněný klíč), Jamese M. Caina (Pošťák vždy zvoní dvakrát) nebo Raymonda Chandlera (Hluboký spánek)

#### Ženský noir
Film noir přinesl revoluci ve zobrazování ženských postav. V promítaných snímcích tak hraje klíčovou roli femme fatale - krásná žena hodna našeho soucitu nebo obdivu.
Filmy: Mildred Pierce, Gilda, Laura

#### Marilyn Monroe
Marilyn Monroe jakožto ikona amerických filmů 50. let byla primárně obsazována do rolí naivních krásek. Na festivalu byly však představeny tři filmy z její rané kariéry, které ji ukazují v poněkud jiném světle.
Filmy: Asfaltová džungle, Klepáním se neobtěžuj, Niagara

#### Československý/český noir
Ať už odkazovali čeští režiséři na film noir vědomě či ne, podařilo se jim do české kinematografie vnést několik prvků typický právě pro tento žánr: femme fatale. tísnivá atmosféra zmaru a paranoie (…a pátý jezdec je Strach). Zcela odlišný pohled pak přináší parodie Václava Marhoula Mazaný Filip.
Filmy: 13. revír, Mazaný Filip, …a pátý jezdec je Strach

#### Speciální projekce
- pocta Humphreymu Bogartovi (Temná pasáž)
- pocta Gene Tierney (Smrtelný hřích)
- půlnoční projekce (The Big Combo)
- speciální projekce HBO (Mildred Pierce)
- slavnostní zahájení a zakončení festivalu (Pojistka smrti, Líbej mne až k smrti)